# Víctor Miguel Gallardo Barragán

{
Víctor Miguel Gallardo Barragán (Granada, 10 de diciembre de 1979) es un escritor y editor español. 
Fue presidente de la Asociación Española de Fantasía, Ciencia Ficción y Terror, desempeñándose en el cargo desde enero de 2006 hasta diciembre de 2008. Durante su presidencia la Asociación amplió el número de socios activos y se organizaron las convenciones nacionales (llamadas de forma genérica HispaCon) de Dos Hermanas, Sevilla y Almería, que tuvieron como invitados de honor, entre otros, a Richard Morgan, Bernardo Fernández, Guy Hasson, José María Merino, Pilar Pedraza, Rafael Marín, Ian Watson y Kiril Yeskov. 
Licenciado en Historia por la Universidad de Granada, ha cursado también estudios de Diseño Gráfico, Gestión de Empresas, Cinematografía y Gestión Cultural. Fue colaborador de Editorial Atramentum hasta la fundación de la desaparecida Ediciones Parnaso. Parnaso, por medio de la colección Vórtice, estuvo activa durante un lustro y publicó a algunos de los más importantes exponentes del género fantástico en idioma castellano, como por ejemplo los españoles Santiago Eximeno, Víctor Conde o Daniel Mares o el mexicano Bernardo Fernández. Tras la desaparición de Ediciones Parnaso trabajó para el Servicio de Publicaciones de la Diputación Provincial de Granada, en 2011, y para Ediciones Dauro, de 2011 a 2015. En 2015 fundó Esdrújula Ediciones, editorial que publicó a autores como la uruguaya Ida Vitale, la mexicana Minerva Margarita Villarreal, los peruanos Eduardo Chirinos y Carlos López Degregori o los españoles Javier Egea y Alejandro Pedregosa. En 2021 dejó Esdrújula y fundó Editorial Baker Street, un sello especializado en literatura infantil y en libros ilustrados.
Como escritor se ha prodigado especialmente dentro de la narrativa breve, habiendo publicado hasta la fecha cuatro antologías de este género, especialmente de género fantástico y de ciencia ficción bélica y distópica con carga de denuncia social. Relatos suyos han aparecido regularmente desde 1999 en publicaciones españolas y argentinas tales como Artifex, El Melocotón Mecánico, Valis, Miasma, NGC3660, Axxón, Sable, Whormhole Ci-fi o Diario Ideal de Granada, y ha sido asimismo traducido al francés y al inglés. Su obra poética ha sido editada de manera intermitente, aunque ha ganado dos premios Ignotus en la categoría de Mejor Obra Poética, en 2008 y 2012.

## Obra poética individual
- El árbol del dolor, Ediciones Efímeras, Madrid, 2007. (Coautor junto a Gabriella Campbell).
- Unir los fragmentos, Sonámbulos Ediciones, Granada, 2020.

## Obra poética conjunta
- Poesía por venir: Antología de jóvenes poetas andaluces, Editorial Renacimiento, Sevilla, 2004.
- Todo es poesía en Granada. Panorama poético (2000-2015). José Martín de Vayas (antólogo). Granada: Esdrújula Ediciones, 2015.
- Granada no se calla. Javier Gilabert y Alicia Choin (antólogos). Granada: Esdrújula Ediciones, 2018.
- Caballo del alba. Voces de Granada para Federico. Alejandro Pedregosa (antólogo). Granada: Diputación de Granada, 2018.
- Versos al amor de la lumbre. Granada, 2020.

## Obra narrativa
- Línea 1: Vértice-Parnaso, Colección Monosabio - Ayuntamiento de Málaga (Área de Cultura), Málaga, 2003.
- Pasajeros de la habitación azul, Ediciones Parnaso, Granada, 2006.
- Histerias Minúsculas, Editorial Alea Blanca, Granada, 2011.
- Lo que significa tu nombre, Esdrújula Ediciones, Granada, 2016.
- Escenas de una guerra interminable, Baker Street Ediciones, Granada, 2022.
- El señuelo, Binomio Editorial, Granada, 2023. (Bajo el pseudónimo de Omar Laporte)

## Obra fotográfica
- Un paseo por el Realejo, Ediciones Dauro, Granada, 2014.

## Ensayo
- Yo soy más de series; 60 series que cambiaron la historia de la televisión. Fernando Ángel Moreno (ed.). Granada: Esdrújula Ediciones, 2015.

## Ediciones (Selección)
- Santiago Eximeno: Imágenes. Granada: Parnaso, 2004, ISBN 978-84-934053-0-4
- Sara Ballini: Susurros de piedra y olvido]]. Granada: Parnaso, 2006, ISBN 978-84-934709-8-2
- Luis Ángel Cofiño: Su cara frente a mí]]. Granada: Parnaso, 2006, ISBN 978-84-96662-00-1
- Bernardo Fernández: Gel azul. Granada: Parnaso, 2006, ISBN 978-84-96662-07-0
- Varios Autores, Fabricantes de sueños 2006. Madrid: Asociación Española de Ciencia Ficción, Fantasía y Terror, 2007, ISBN 978-84-932347-4-4
- Daniel Mares, Madrid. Granada: Parnaso, 2007, ISBN 978-84-96662-27-8
- Francisco Escartí, El secreto de los pájaros. Cómo el hombre aprendió a volar. Granada: Dauro, 2011, ISBN 978-84-96677-56-2
- Noelia Lorenzo Pino, Chamusquina. Granada: Dauro, 2013, ISBN 978-84-96677-98-2
- José Luis Entrala, Granada, un siglo de anécdotas. Granada: Dauro, 2014, ISBN 978-84-15940-43-2
- Andrés Cárdenas Muñoz, La vidente ciega. Granada: Dauro, 2014, ISBN 978-84-15940-83-8
- Minerva Margarita Villarreal, De amor y furia. Epigramísticos. Granada: Esdrújula, 2015, ISBN 978-84-943826-0-4
- Lewis Carroll, Aventuras de Alicia bajo tierra. Granada: Esdrújula, 2015, ISBN 978-84-943826-2-8
- Hans Freudenthal y Matías Freudenthal, El viaje de Ofantito. Granada: Esdrújula, 2015, ISBN 978-84-16485-10-9
- Yasmina Khadra, El loco del bisturí. Granada: Esdrújula, 2015, ISBN 978-84-16485-18-5
- Varios Autores, Todo es poesía en Granada. Panorama poético. Granada: Esdrújula, 2015, ISBN 978-84-16485-14-7
- Varios Autores, Yo soy más de series. 60 series que cambiaron la historia de la televisión. Granada: Esdrújula, 2015, ISBN 978-84-16485-24-6
- Eduardo Chirinos, A Cristóbal no le gustan los libros. Granada: Esdrújula, 2016, ISBN 978-84-16485-37-6
- Javier Egea, A pesar de tus ojos. Granada: Esdrújula, 2016, ISBN 978-84-16485-47-5
- Ida Vitale, Sobrevida. Granada: Esdrújula, 2016, ISBN 978-84-16485-54-3
- Varios Autores, Batalla al borde de una catarata. 109 poemas peruanos. Granada: Esdrújula, 2016, ISBN 978-84-16485-80-2

## Premios
- 2016 - Ganador del premio Ignotus al mejor libro de ensayo por "Yo soy más de series. 60 series que cambiaron la historia de la televisión"
- 2012 - Ganador del premio Ignotus a la mejor obra poética por "Histerias Minúsculas"
- 2012 - Finalista Premios Ideal de Relato Breve
- 2008 - Ganador del premio Ignotus a la mejor obra poética por "El árbol del dolor"
- 2008 - Finalista del premio Ignotus a la mejor revista por "Vórtice en línea"
- 2007 - Ganador del premio Ignotus a la mejor revista por "Vórtice en línea"
- 2007 - Finalista premio Ignotus a la mejor ilustración por "Su cara frente a mí"
- 2007 - Finalista premio Ignotus al mejor cuento por "Lo que significa tu nombre"
- 2006 - Finalista del premio Ignotus a la mejor revista por "Vórtice en línea"
- 1999 - Finalista Premios El Melocotón Mecánico

- Datos: Q15993845
- Multimedia: Víctor Miguel Gallardo Barragán / Q15993845